# Parque nacional Japoon
Japoon es un parque nacional en Queensland (Australia), ubicado a 1306 km al noroeste de Brisbane.

## Datos
- Área: 450 km²
- Coordenadas: 17°44′23″S 145°53′14″E / -17.73972, 145.88722
- Fecha de Creación: 1992
- Administración: Servicio para la Vida Salvaje de Queensland
- Categoría IUCN: II

Véase también:
- Zonas protegidas de Queensland

- Datos: Q741557